# Cantone di Venaco
Il Cantone di Venaco era una divisione amministrativa dell'arrondissement di Corte.
A seguito della riforma approvata con decreto del 26 febbraio 2014, che ha avuto attuazione dopo le elezioni dipartimentali del 2015, è stato soppresso.
I 7 comuni facenti parte prima della riforma del 2014 erano:
- Casanova
- Muracciole
- Poggio di Venaco
- Riventosa
- Santo Pietro di Venaco
- Venaco
- Vivario

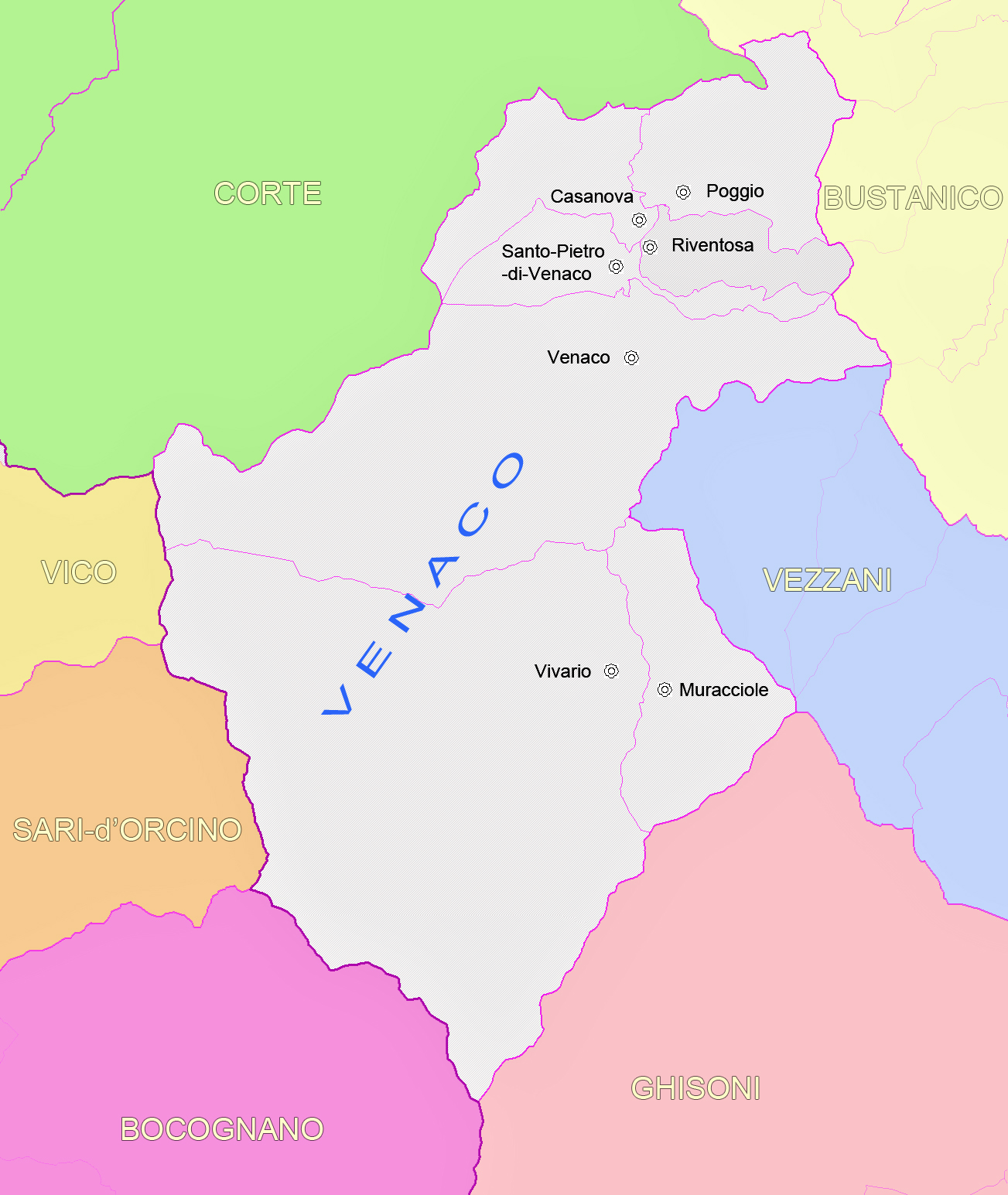
Suddivisione del cantone in comuni

Gli abitanti si chiamano I Venachesi o Simbroi (dal greco)